# Pharmacométrie
La pharmacométrie (traduction de l'anglais pharmacometrics) est une activité scientifique de modélisation et simulation. Son objectif est l'intégration quantitative de mesures concernant la biologie et la physiopathologie d'organismes vivants (humains ou non) et des effets de substances étrangères (xénobiotiques) administrés à ces organismes, ces effets pouvant être des effets bénéfiques (pharmacologiques) ou des effets adverses (toxicologiques).
La pharmacométrie repose sur des modèles mathématiques, généralement longitudinaux, qui décrivent la pharmacologie, la physiologie et/ou la maladie dans le but de réaliser une analyse quantitative des interactions entre un ou plusieurs xénobiotiques et le(s) "patient(s)", ceux-ci pouvant être humains ou non (le plus souvent des mammifères utilisés en pharmacologie: souris, rat, chien, singe). Elle est en forte interaction avec des domaines comme la biologie intégrative (systems biology),  la pharmacocinétique, la pharmacodynamie et la progression des maladies.
La pharmacométrie porte une attention particulière aux notions de population et de variabilité, la variabilité de la réponse pharmacologique pouvant être prédictible (du fait de différences identifiées au sein de la population sur certains paramètres importants comme la masse corporelle ou les fonctions rénales ou hépatiques) ou bien en apparence aléatoire (une partie étant le reflet de notre manque de connaissances actuel). La pharmacométrie utilise en conséquence très souvent des modèles dits de population, qui intègrent des concepts statistiques permettant de gérer les aspects aléatoires de la variabilité.
La pharmacométrie est aujourd'hui très largement utilisée dans le domaine pharmaceutique pour guider de manière efficiente le développement de nouveaux médicaments (Model Informed Drug Development, MIDD), supporter les décisions des autorités sanitaires ou permettre d'optimiser le traitement médicamenteux individuel chez les patients. Mould and Upton procure une vue d'ensemble des concepts utilisés en modélisation de populations, simulation et développement de médicaments basé sur les modèles. Elle est également utilisée depuis longtemps dans le domaine environnemental où certains phénomènes sont très difficiles voire impossibles à étudier expérimentalement, et ne peuvent être abordés que par le biais de la simulation.
La pharmacométrie étant à la croisée de plusieurs domaines (biologie et physiopathologie, pharmacologie, statistiques, informatique), les pharmacométriciens peuvent être issus de disciplines variées comme la pharmacie, la médecine, la pharmacologie clinique, les statistiques ou l'ingénierie.

## Origine / étymologie
Le terme "pharmacometrics" est apparu pour la première fois dans la littérature en 1964 dans le livre "Evaluation of Drug Activities: Pharmacometrics". La préface de cet ouvrage rappelle toutefois que ce terme avait été utilisé dès le début des années 1950 par le Dr. Karl Beyer (alors vice-président de Merck, Sharpe and Dohme), dans des rapports internes à la société et dans l'intitulé d'un des départements de pharmacologie. Les auteurs indiquent que ce néologisme, qui constitue le sous-titre du livre, est défini par le titre lui-même (l'évaluation des activités des médicaments), et qu'on peut la définir plus précisément le terme comme "l'identification et l'évaluation comparative (qualitative et quantitative) des activités des médicaments".
C'est une adaptation à la pharmacologie du terme "econometrics" déjà très répandu en économie à cette époque. L'introduction de ce nouveau terme avait pour objectif de distinguer clairement les types de mesure décrits dans le livre de ceux utilisés dans le domaine de la bioanalyse (domaine qui pouvait utiliser des techniques proches, mais avec un objectif très différent).
L'usage de ce terme (et des termes dérivés comme pharmacométricien.ne) est resté assez limité jusqu'au milieu des années 2000 et la montée en puissance du concept de 'Model Informed Drug Development'.
Une revue du contexte historique de l'évolution de la pharmacométrie avant 2007 peut être trouvé dans Ette et Williams.

## Types de modèles

### Modèles pharmacocinétiques (PK)
Compte-tenu de l'historique de la discipline (qui s'est structurée autour de la 'population PK'), les modèles PK sont souvent un composant important en pharmacométrie. 
Leur objectif est de décrire et prédire les concentrations obtenues in vivo dans un ou plusieurs tissus (a minima dans le compartiment sanguin, considéré comme 'central') après administration d'une dose d'un produit à un organisme. Ils peuvent aussi être utilisé pour analyser certains résultats in vitro, pour comprendre par exemple les mouvements de produit entre différents compartiments cellulaires ("PK cellulaire").
Parmi les modèles pharmacocinétiques, on peut mentionner le cas des modèles PK basés sur la physiologie, ou modèles PBPK (Physiologically based Pharmacokinetics), plus mécanistiques que les modèles compartimentaux historiques (qui sont de nature empirique, une somme d'exponentielles dans les cas les plus simples).

### Modèles pharmacodynamiques (PD)
Ce sont des modèles centrés sur les processus pharmacodynamiques: ils font le lien entre la concentration au niveau du site d'action (par exemple la concentration incubée dans une étude in vitro) et l'effet pharmacologique observé (par exemple l'inhibition d'une activité enzymatique). Ils sont utilisés pour décrire les résultats expérimentaux obtenus lors d'études pharmacologiques in vitro (où la concentration est généralement connue/contrôlée). Ils peuvent aussi être utilisés pour analyser des données obtenues in vivo: ils sont alors le plus souvent combinés à des modèles PK (dont le but est de prédire les variations de concentration au niveau du site d'action, à partir d'une dose administrée).
Comme les modèles PK, ils peuvent être empiriques (se résumant parfois dans les cas les plus simples à une relation linéaire entre la concentration et l'effet), semi-mécanistiques (faisant apparaître plus explicitement la cible et le mécanisme d'action) ou mécanistiques (généralement intégrés dans des modèles de biologie intégrative).

### Modèles pharmacocinétiques/pharmacodynamiques (PK/PD)
Ce sont des modèles intégrant à la fois une composante PK et une composante PD, permettant de relier la dose administrée à un effet pharmacologique ou toxique. On peut citer parmi les modèles PK/PD les modèles de dose-réponse (dose-response) ou d'exposition-réponse (exposure-response models), qui décrivent la relation entre l'exposition (pharmacocinétique) et la réponse (pharmacodynamique ou toxicologique).
Les modèles PK/PD longitudinaux peuvent intégrer si besoin des modèles de progression de la maladie (disease progression models), afin de  comprendre les relations entre le traitement, les biomarqueurs et les évènements/signes cliniques. Ces modèles décrivent la trajectoire de la maladie, en intégrant de manière longitudinale les changements de biomarqueurs importants ou l'évolution d'éléments cliniques qui reflètent le statut de la maladie. On peut séparer les modèles de progression de la maladie en trois classes: empiriques, semi-mécanistiques et mécanistiques (ces derniers relevant du domaine de la biologie intégrative). De nombreux modèles de progression de la maladie sont de nature empirique, se concentrant sur la description de la trajectoire de la maladie sans essayer d'intégrer la connaissance des mécanismes physiopathologiques: le modèle linéaire peut par exemple être utilisé pour décrire la trajectoire de la maladie, quand il est assumé que le changement de statut de la maladie est constant dans le temps.

### Modèles d'essais cliniques (trial models)
Ces modèles permettent de décrire les variations/écarts par rapport au protocole d'essai clinique nominal, du fait par exemple du manque d'adhésion (non respect du schéma de prise de doses) de certains patients durant l'étude, voire de leur sortie de l'étude (dropout).

## Organisations
Historiquement, la pharmacométrie était une activité représentée au sein d'organisations de pharmacologie clinique ou de statistiques. Différents groupes régionaux s'intéressant à l'approche de population appliquée aux modèles PK et PK/D existaient toutefois en Europe (Population Approach Group in Europe, PAGE), en Australie/Nouvelle Zélande (Population Approach Group in Australia and New Zealand, PAGANZ) et aux États-Unis. Le congrès annuel du PAGE a été initié dans les années 1990 et s'est fortement développé depuis.
En 2011, l'American Society of Pharmacometrics (ASoP) a été fondée par des groupes locaux américains, et s'est transformé en 2012 en International Society of Pharmacometrics (ISoP) pour refléter le nombre croissant de membres internationaux. La croissance de l'ISoP continue, et compte plus de 1000 membres issus de près de 30 pays.Elle organise chaque année le congrès ACoP, le dernier en date étant l'ACoP14 en Novembre 2023.
Le premier professeur de pharmacométrie a été Mats Karlsson, de l'université d'Uppsala.

## Publications
Les principaux journaux publiant des travaux de pharmacométrie sont:
- AAPS Journal
- Clinical Pharmacolgy and Therapeutics: Pharmacometrics & Systems Pharmacology
- Clinical Pharmacolgy and Therapeutics
- Journal of Pharmacokinetics and Pharmacodynamics